# Gmina Zawidz
Gmina Zawidz là một gmina nông thôn (khu hành chính) ở hạt Sierpc, Masovian Voivodeship, ở miền đông trung bộ Ba Lan. Khu vực hành chính của nó là làng Zawidz, nằm khoảng 16 kilômét (10 mi) về phía đông nam của Sierpc và 102 km (63 mi)     về phía tây bắc của Warsaw.
Gmina có diện tích 186,09 kilômét vuông (71,8 dặm vuông Anh) và tính đến năm 2006, tổng dân số của nó là 6,956.

## Làng
Gmina Zawidz bao gồm các làng và các khu định cư như Budy Milewskie, Budy Piaseczne, Chabowo-Świniary, Gołocin, Grąbiec, Grabowo, Gutowo-Gorki, Gutowo-Stradzyno, Jaworowo-jastrzebie, Jaworowo-Kłódź, Jaworowo-Kolonia, Jaworowo-Lipa, Jeżewo, Kęsice, Kosemin, Kosmaczewo, Krajewice Duże, Krajewice Nam, Majki, Majki Duże, Majki Nam, Makomazy, Mańkowo, Milewko, Milewo, Młotkowo-Kolonia, Młotkowo-Wies, Nowe Kowalewo, Nowe Zgagowo, Orłowo, Osiek, Osiek Piaseczny, Osiek -Parcele, Osiek-Włostybory, Ostrowy, Petrykozy, Rekowo, Schabajewo, Skoczkowo, Słupia, Stare Chabowo, Stropkowo, Szumanie, Szumanie-Pejory, Szumanie-Pustoły, Wola Grąbiecka, Żabowo, Zalesie, Zawidz, Zawidz Maly, Zgagowo-Wies và Żytowo.

## Gmina lân cận
Gmina Zawidz giáp với các gmina khác như Bielsk, Bieżuń, Drobin, Gozdowo, Raciaz, Rościszewo, Siemiątkowo và sierpc.